# Drea de Matteo

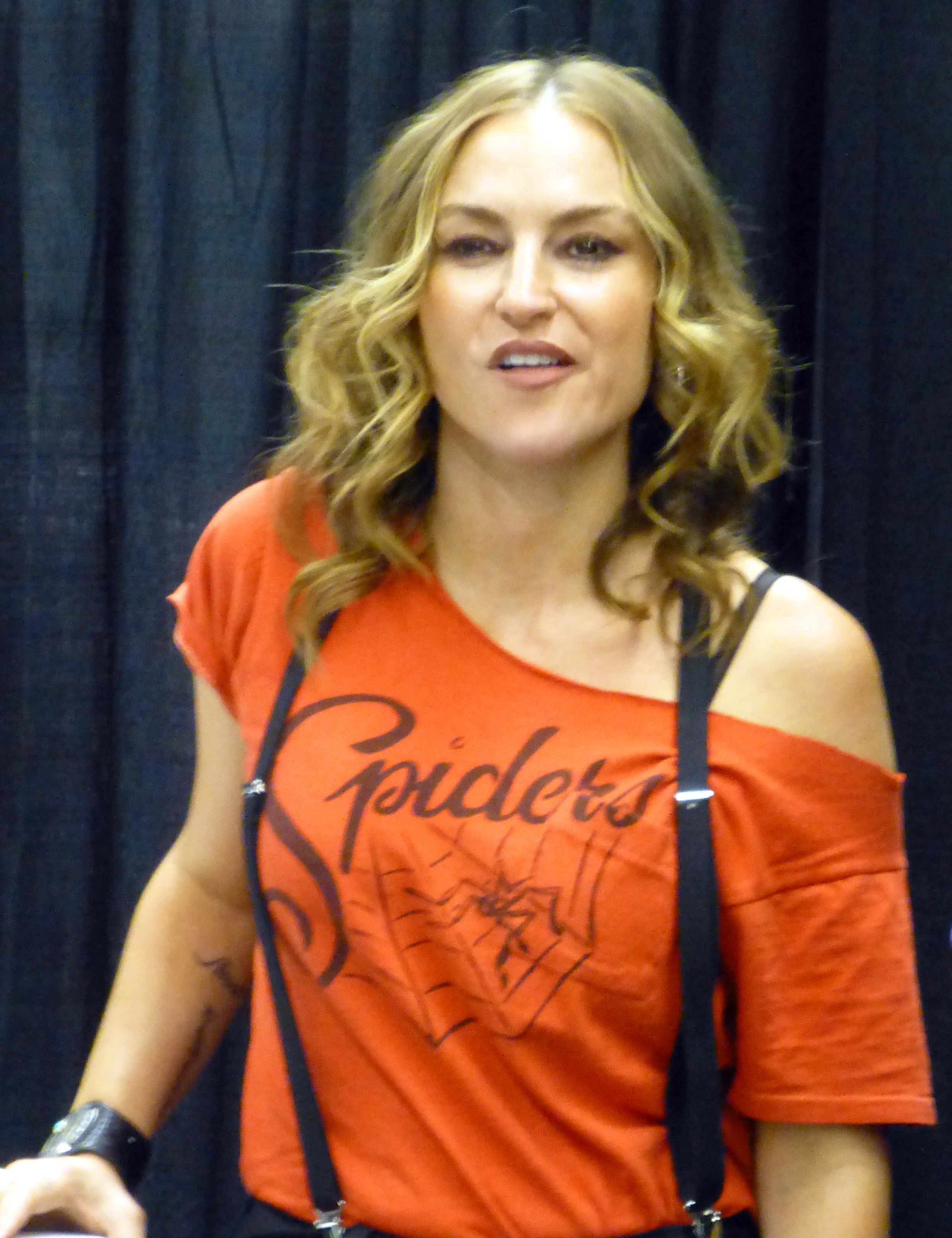
Drea de Matteo (2015)

Andrea „Drea“ Donna de Matteo (* 19. Januar 1972 in Queens, New York City) ist eine US-amerikanische Schauspielerin und Emmy-Preisträgerin.

## Leben
De Matteo studierte an der New Yorker Universität Tisch School of the Arts. Eigentlich wollte sie Filmregisseurin werden, begann dann aber eine Karriere als Schauspielerin. Ab 1999 wurde sie in der Rolle der Adriana in der Erfolgsserie Die Sopranos einem internationalen Publikum bekannt. Im Jahr 2004 gewann de Matteo einen Emmy in der Sparte Supporting Actress in a Drama Series für diese Rolle und wurde für die gleiche Rolle auch für den Golden Globe nominiert.
Im selben Jahr erhielt sie eine der Hauptrollen in der Serie Joey. Das Spin-off der Serie Friends wurde aber nach zwei Staffeln eingestellt. De Matteo wurde 2009 für die sechste Staffel der Serie Desperate Housewives unter Vertrag genommen. Dort spielte sie die neue Nachbarin Angie Bolen, die mit ihrer Familie vor der Polizei und ihrem ehemaligen Freund flüchtet. Ab 2008 war De Matteo wiederkehrende Darstellerin in dem FX-Bikerdrama Sons of Anarchy. Sie stellte darin Wendy, die drogenabhängige Ex-Freundin von Jax (Charlie Hunnam), dar. 2013 wurde sie für die siebte und letzte Staffel der Serie zur Hauptdarstellerin befördert.
Drea de Matteo lernte 2001 den Country-Sänger Shooter Jennings kennen. 2009 verlobte sich das Paar; die Trennung fand 2012 statt. Aus der Beziehung gingen zwei Kinder hervor. Ende Juli 2015 verlobte sie sich mit dem Musiker Michael Devin.
Von 1997 bis 2007 besaß sie zusammen mit ihrem Ex-Lebensgefährten Michael Sportes das Bekleidungsgeschäft Filth Mart im East Village. Zurzeit lebt Drea de Matteo in New York City.

## Filmografie
Filme
- 1996: M Word
- 2000: Sleepwalk
- 2000: The Gentleman from Boston
- 2001: R Xmas
- 2001: Passwort: Swordfish (Swordfish)
- 2002: The Perfect You
- 2002: Prince Charming (Meeting Prince Charming)
- 2002: Deuces Wild – Wild in den Straßen (Deuces Wild)
- 2003: Prey for Rock & Roll
- 2004: Love Rome
- 2005: Das Ende – Assault on Precinct 13 (Assault on Precinct 13)
- 2008: Broken English
- 2009: New York, I Love You
- 2013: Stalkers (Fernsehfilm)
- 2013: Free Ride
- 2015: Dark Places – Gefährliche Erinnerung (Dark Places)
- 2015: Sex, Death and Bowling
- 2015: Street Level
- 2017: Don’t Sleep
- 2022: Safe Room
- 2022: Collide
- 2022: One Way
- 2025: Nonnas

Fernsehserien
- 1999–2004: Die Sopranos (53 Folgen)
- 2004–2006: Joey (46 Folgen)
- 2008–2014: Sons of Anarchy (35 Folgen)
- 2009–2010: Desperate Housewives (22 Folgen)
- 2011: Law & Order: Special Victims Unit (Folge 12×11)
- 2011: CSI: Miami (Folge 10x07)
- 2012: Californication (Folge 5x07)
- 2013: The Mindy ProjecParadise City t (Folge 1x15)
- 2015: Marvel’s Agents of S.H.I.E.L.D. (Folge 2x13)
- 2016–2018: Shades of Blue (36 Folgen)
- 2019: A Million Little Things (8 Folgen)
- 2021: Paradise City (8 Folgen)
- 2023: Mayans M.C. (Folge 5x9)